# Линдквист, Сесилия
Сесилия Линдквист (швед. Cecilia Lindqvist, китайское имя Линь Сили 林西莉; 4 июня 1932 – 28 сентября 2021) — шведская учёная-синолог. Профессор и автор нескольких книг о Китае.

## Биография
Сесилия Норман родилась в Лунде в 1932 году. Китай её заинтересовал по причине столь долгой истории. Впервые она посетила эту страну в 28 лет с рекомендательными письмами, в том числе от короля Швеции. Она отправилась изучить страну и ознакомиться с фарфоровыми и живописными произведениями, о которых ранее читала, а также научилась играть на струнном инструменте гуцинь. Из-за скудного белком питания Линдквист заболела, но продолжала свои исследования.
С 1956 по 1986 год она была замужем за писателем Свеном Линдквистом. Вместе они написали ряд книг о Китае, которые были опубликованы в 1964, 1979 и 1980 годах.
В 1970 году она работала учителем и была приглашена преподавать китайский язык. Линдквист согласилась и успешно обучила 18 студентов в течение первого года. В 1974 году она начала писать книгу «Страна иероглифов», которую завершила только в 1989 году. За эту книгу она получила Августовскую премию и стала одним из немногих авторов, удостоенных этой награды дважды.
В 1991 году она написала книгу под названием «Китай: империя живых символов», в которой прослеживается, как  используемые сегодня китайские иероглифы можно проследить вплоть до отметин на костях времён каменного века.
Её книга 2006 года под названием «Цинь» рассказывает о семиструнной цитре, которую Линдквист впервые увидела в Китае в 1961 году. 
Она умерла 27 сентября 2021 года.

## Труды
- Китай изнутри (со Свеном Линдквистом) (1963)
- Азиатский опыт (со Свеном Линдквистом) (1964)
- Путешествие с Аароном (1969)
- Что бы сказал Мао? (со Свеном Линдквистом) (1979)
- Китай (со Свеном Линдквистом) (1980)
- Страна иероглифов (1989).
- Китай: Империя живых символов (1991)
- Цинь (2006). ISBN 91-0-010580-5